# Stenosticta coppensi
Stenosticta coppensi là một loài bướm đêm trong họ Noctuidae.